# Lijst van personages uit Shrek
Dit is een lijst van personages uit de filmreeks Shrek.

## Hoofdpersonen

### Shrek
Shrek (ingesproken door Mike Myers en Michael Gough, in het Nederlands door Peter Blok, Peter Paul Muller, Kees van Lier en Huub Dikstaal) is de protagonist van de films. Hij is een grote groene oger.

### Donkey
Donkey (ingesproken door Eddie Murphy en Dean Edwards, in het Nederlands door Carlo Boszhard, Frans van Deursen, Huub Dikstaal, Bram Bart en Sander van Amsterdam) is Shreks beste vriend en rechterhand. Hij is een pratende ezel.

### Prinses Fiona
Princess Fiona (ingesproken door Cameron Diaz en Holly Fields, in het Nederlands door Angela Schijf, Melise de Winter en Jannemien Cnossen) is de vrouw van Shrek, en dochter van de koning en koningin van Far Far Away.

### Gelaarsde kat
De Gelaarsde Kat (ingesproken door Antonio Banderas en André Sogliuzzo, in het Nederlands door Jon van Eerd, Fred Meijer en Erik van der Horst) is Shreks tweede vriend. Hij praat met een Spaans accent en kan goed zwaardvechten.

### Kitty Softpaws
Kitty Softpaws (ingesproken door Salma Hayek, in het Nederlands door Anna Drijver) is een vrouwelijke kat die meespeelt in de film De gelaarsde kat. Zij en de kat krijgen in die film een relatie.

## Familie, vrienden en bondgenoten

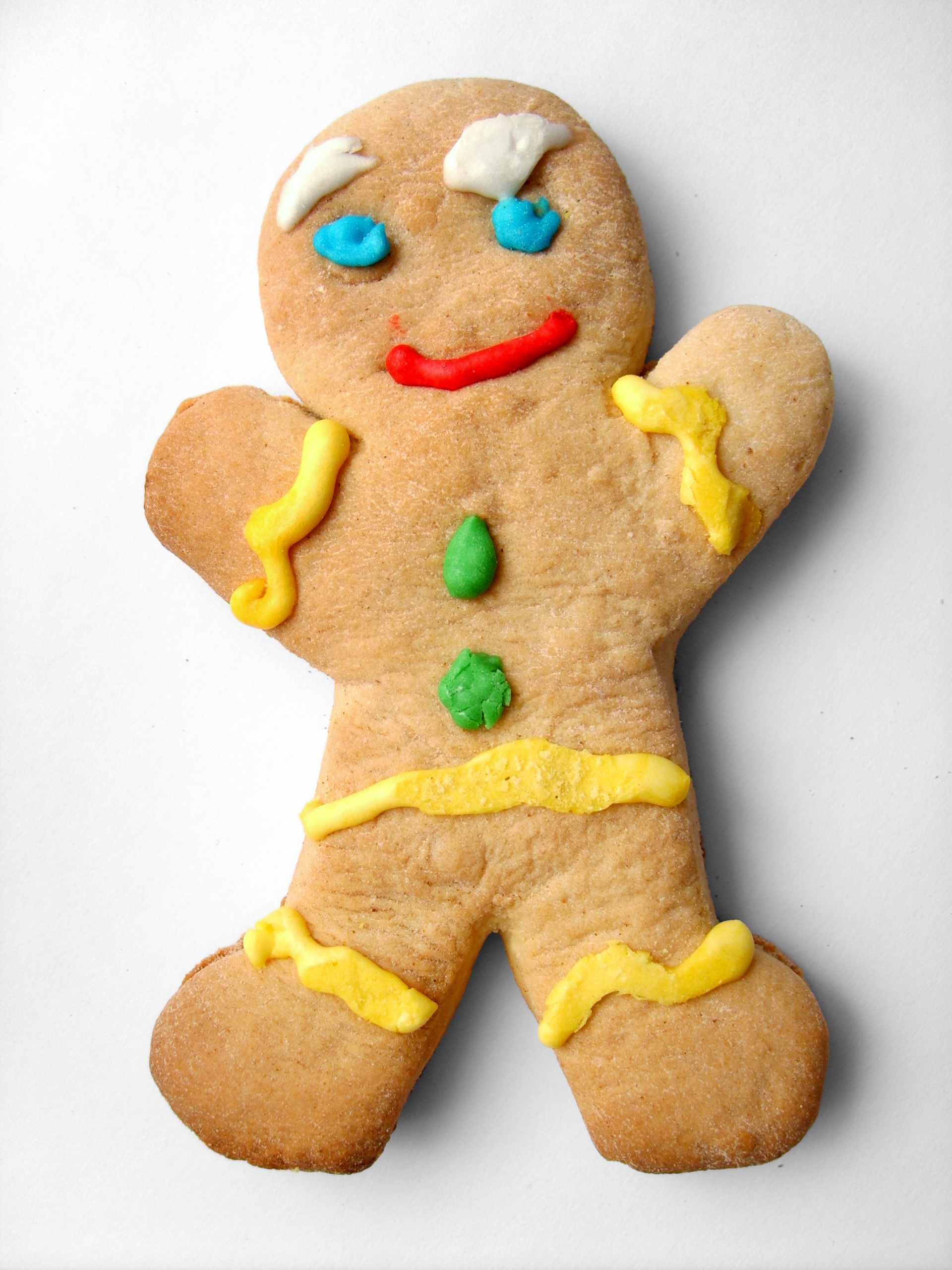
De peperkoekman

### Peperkoekmannetje
Peperkoekmannetje (Engels "Gingerbread Man" of "Gingy") (ingesproken door Conrad Vernon, in het Nederlands door Stan Limburg en Rolf Koster); Een antropomorf mannetje gemaakt van peperkoek. Hij is gebaseerd op het gelijknamige sprookjesfiguur. De peperkoekman is gemaakt door The Muffin Man en kan erg snel rennen. Hij kan erg ongeduldig zijn.
In de eerste film is hij gevangengenomen door Lord Farquaad en wordt door hem gemarteld met melk. Aan het einde van de film blijkt hij te zijn gered en is nu een van Shreks vrienden. In de tweede film komt hij Shrek en Donkey te hulp wanneer ze gevangen zitten in een kerker in Far Far Away. Tevens laat hij zijn schepper een kolossale versie van zichzelf maken genaamd Mongo, waarmee de groep het kasteel kan bestormen.

### Pinokkio
Pinokkio (ingesproken door Cody Cameron, in het Nederlands door Stan Limburg en Rolf Koster) is de bekende houten pop uit het gelijknamige sprookje. In de eerste film is te zien hoe hij door Gepetto wordt verkocht aan de soldaten van Heer Farquaad. In de tweede film is hij een vriend van Shrek geworden en helpt hij om Shrek en Donkey te bevrijden uit de kerker. In het gevecht met de Fairy Godmother wordt hij even kort in een echte jongen veranderd. In de vierde film wil hij een deal maken met Repelsteeltje om een echte jongen te worden, maar dit mislukt.

### De Grote Boze Wolf
De Grote Boze Wolf (ingesproken door Aron Warner, in het Nederlands door Leo Richardson, Pim Koopman en Has Drijver) is in de films een stuk aardiger dan zijn naam doet vermoeden. Hij is mogelijk gebaseerd op de wolf uit roodkapje daar hij een pyjama draagt en Shrek hem voor het eerst ontmoet wanneer hij in zijn bed ligt. Hij vertoont echter ook kenmerken van de wolf uit de wolf en de drie biggetjes daar hij uitzonderlijk hard kan blazen. Hij gebruikt dit onder andere als wapen in het gevecht met de Fairy Godmother in de tweede film.

### De Drie Biggetjes
De Drie Biggetjes  (ingesproken door Cody Cameron, in het Nederlands door Olaf Wijnants) zijn eveneens overgenomen uit de wolf en de drie biggetjes. De drie spelen vooral een grote rol in de tweede film, waarin ze Shrek en Donkey helpen te ontsnappen uit de kerker en het kasteel te bestormen.

### De Drie Blinde Muizen
De Drie Blinde Muizen (ingesproken door Christopher Knights en Simon J. Smith, in het Nederlands door Jeroen Keers en Olaf Wijnants) zijn de protagonisten uit een bekend Engels kinderlied. Ze dienen meer als achtergrondpersonages in alle films, maar nemen wel deel aan het gevecht in de climax van de tweede film.

### Draak
Draak (ingesproken door Frank Welker) is, zoals haar naam al aangeeft een draak, meer specifiek een Europese draak. Ze heeft een rode huid. Ze kan niet praten maar maakt haar emoties duidelijk met lichaamstaal.
In de eerste film is draak de bewaker van prinses Fiona. Wanneer Shrek en Donkey arriveren om Fiona te bevrijden, wordt draak meteen verliefd op Donkey. Deze speelt hier handig op in door haar af te leiden zodat Shrek Fiona kan zoeken. Wanneer Shrek, Fiona en Donkey proberen te ontsnappen probeert Draak ze toch nog tegen te houden, maar dit mislukt. Tegen het eind van de film duikt ze weer op en helpt ze Shrek en Donkey het kasteel van Lord Farquaad aan te vallen. Draak verslind Lord Farquaad zodat Shrek met Fiona kan trouwen.
In de tweede film is draak vrijwel geheel afwezig. Er waren wel plannen om haar een rol te geven, waarbij ze als gevolg het feit dat Donkey van het Happily Ever After-drankje drinkt zou veranderen in een knappe gevleugelde merrie, maar deze plannen werden geschrapt. Pas in een bonusscène na de aftiteling duikt ze even op, en blijkt dat zij en Donkey nu vijf kinderen hebben. In de derde film blijven zij en haar kinderen achter bij Fiona wanneer Shrek op zoek gaat naar Arthur. Ze wordt gevangen wanneer Charming met zijn leger Far Far Away aanvalt. Nadat ze ontsnapt, doodt ze Charming door een toren op hem te gooien.
In de vierde film is draak, in de alternatieve tijdlijn gemaakt door Repelsteeltje, weer de kwaadaardige draak die ze in de originele film was. Ze verslind bijna Shrek en Fiona, maar Donkey en de gelaarsde kat kunnen dit verhinderen.

### Drezels
De drezels (ingesproken door Frank Welker) zijn de kinderen van ezel  en draak. Hun naam is een porte-manteau van 'draak' en 'ezel'. De drezels zijn draak-ezels hybriden. Ze hebben grotendeels het uiterlijk van ezels, maar met drakenvleugels en schubben op hun rug. Tevens kunnen ze net als een draak vuur spuwen. Hun namen zijn Cocoa, Debbie, Parfait, Peanut, en Bananas. Volgens informatie op de dvd van de derde film heet Debbie echter Eclair in het script.

### Farkle, Fergus, & Felicia
Farkle, Fergus en Felicia (in het Nederlands onder andere ingesproken door Maurice Worsteling, Xavier Werner en Elaine Hakkaart) zijn samen de oger-drieling van Shrek en Fiona. Ze worden geboren in de derde film. Ze maken hun debuut al voor hun geboorte in een nachtmerrie van Shrek (waarin hij droomt dat hij honderden kinderen tegelijk moet verzorgen). De drie zijn prominent aanwezig in de special Shrek the Halls en aan het begin van de vierde film.

### Koningin Lillian
Koningin Lillian (ingesproken door Julie Andrews, in het Nederlands door Beatrijs Sluijter) is de moeder van Fiona en koningin van Far Far Away. Ze maakt haar debuut in de tweede film, wanneer zij en haar man Shrek en Fiona uitnodigen om hun huwelijk te komen vieren.
Lillian staat meer open voor het feit dat Fiona nu een oger is en Shrek als echtgenoot heeft gekozen dan haar man. Tegen het eind van de film blijkt dat zij de prinses is uit het sprookje De kikkerkoning.
In de derde film is ze weduwe daar haar man aan het begin van de film sterft. Ze helpt Fiona en haar vriendinnen om Charming een halt toe te roepen. In de film blijkt ook dat Fiona haar vechttalenten van haar moeder geërfd heeft, daar Lillian met gemak stenen muren laat breken met een goedgerichte kopstoot.

### Koning Harold
Koning Harold (ingesproken door John Cleese, in het Nederlands door Wim van Rooij) is de vader van Fiona en koning van Far Far Away. Hij maakt ook zijn debuut in de tweede film. In tegenstelling tot zijn vrouw is hij totaal niet gelukkig met Fiona's keuze voor een echtgenoot, en ziet Shrek maar wat graag verdwijnen. Later in de film blijkt echter dat dit niet zozeer is omdat hij Shrek haat, maar omdat hij een deal heeft met de Fairy Godmother. Harold was ooit de kikkerkoning. Hij heeft zich jaren voor aanvang van de films in een mens laten veranderen door de Fairy Godmother zodat hij bij Lillian kon zijn. In ruil daarvoor zou Harold regelen dat Fiona uiteindelijk zou trouwen met Fairy Godmothers zoon, Prins Charming.
Harold probeert in de film Shrek meerdere malen uit te schakelen en Fiona en Charming bij elkaar te brengen, maar wanneer hij inziet dat Fiona echt een hekel aan Charming heeft komt hij terug op zijn deal. In de climax offert hij zich op om Shrek te beschermen tegen de magie van de Fairy Godmother. Hij wordt hierdoor zelf door haar spreuk getroffen en veranderd weer terug in de kikker die hij oorspronkelijk was.
In de derde film sterft Harold door ouderdom, mogelijk omdat hij als mens veel langer geleefd heeft dan een kikker kan leven. Net voor zijn dood vertelt hij Shrek en Fiona over Artie, de enige die naast Shrek de troon kan erven.

### Arthur Pendragon
Arthur 'Artie' Pendragon (ingesproken door Justin Timberlake, in het Nederlands door Pepijn Gunneweg) is de neef van prinses Fiona. Hij is een tiener die niet erg geliefd is en niet slaagt in wat hij ook onderneemt. In de derde film wil Shrek hem overhalen om de troon van Far Far Away over te nemen daar Shrek dit zelf niet ziet zitten. Artie weigert eerst daar hij denkt de baan niet aan te kunnen.
Naarmate de film vordert krijgt Artie meer zelfvertrouwen en blijkt hij ook een gedreven vechter. Uiteindelijk accepteert hij zijn baan als koning. Hij zorgt tevens dat de staatsgreep gepleegd door prins Charming mislukt door alle schurken die voor hem werken in te laten zien dat er meer in het leven is dan slecht zijn.

### Fiona's vriendinnen
- Doris (ingesproken door Larry King, in het Nederlands door Gordon en Frans Limburg): een van de kwade stiefzussen van Assepoester, maar desondanks wel een bondgenoot van Fiona. Ze heeft een diepe, bijna mannelijk klinkende stem.
- Sneeuwwitje (ingesproken door Amy Poehler, in het Nederlands door Chantal Janzen: Ook zij maakt haar debuut in de eerste film in een cameorol, maar heeft een prominente rol in de derde film. Ze kan goed zingen en met haar gezang zelfs dieren commanderen. Dit is ook meteen haar wapen, ze stuurt haar dieren op het doelwit af en de dieren vallen het diegene aan (dit is te zien in de derde film) Wel is ze erg trots en ijdel maar wel heel lief.
- Assepoester (ingesproken door Amy Sedaris, in het Nederlands door Bianca Krijgsman): Maakt haar debuut in de eerste film in een cameo, maar heeft een grote rol in de derde film. Hierin helpt ze Fiona en de andere prinsessen om Charming te bevechten. Ze kan haar bekende glazen muiltjes als wapen gebruiken, gelijk aan een boemerang.
- Doornroosje (ingesproken door Cheri Oteri, in het Nederlands door Anneke Beukman): Maakt haar officiële debuut in de derde film, maar is in de tweede film even kort te zien op een tekening in Fiona's dagboek. Ze lijdt aan narcolepsie (maar dit gebruikt ze ook als wapen).

### Merlijn
Merlijn (ingesproken door Eric Idle, in het Nederlands door Laus Steenbeeke) is de bekende magiër uit de legende van koning Arthur. In Shrek 3 is hij een leraar aan de school waar Artie op zit. Hij is officieel met pensioen als tovenaar als gevolg van een zenuwinzinking. Bovendien is hij erg excentriek en gaan zijn spreuken vaak fout.

### Ogers
- Brogon (ingesproken door Jon Hamm, in het Nederlands door Jeroen Nieuwenhuize): een oger die zijn debuut maakt in de vierde film. Hij is in de alternatieve tijdlijn gemaakt door Repelsteeltje de leider van het oger-verzet tegen Repelsteeltjes dictatuur. Hij gebruikt zijn neus als hoorn.
- Cookie (ingesproken door Craig Robinson, in het Nederlands door Ramon Beuk): een ander lid van het oger-verzet uit de wereld gemaakt door Repelsteeltje.
- Gretched (ingesproken door Jane Lynch, in het Nederlands door Barbara Straathof): een ander lid van het oger-verzet uit de wereld gemaakt door Repelsteeltje.

### De Gelaarsde Kat Personages

#### Humpty Dumpty
Humpty Alexander Dumpty (ingesproken door Zach Galifianakis, in het Nederlands door Charly Luske) is een levend ei dat meespeelt in de film De gelaarsde kat. Hij was ooit de kat's goede vriend, tot hij hem op een dag verraadde. In de film valt hij tijdens het gevecht met een monster kapot.

#### Perrito
Perrito (ingesproken door Harvey Guillén, in het Nederlands door Rolf Sanchez) is een therapiehond vriend van de Gelaarsde Kat. 

#### Goldilocks en de Drie Beren
Goldilocks, in het Nederlands Goudhaartje, (ingesproken door Florence Pugh, in het Nederlands door Holly Mae Brood) is een wees geadopteerd door de drie beren. De drie beren bestaan uit: Mama Bear (ingesproken door Olivia Colman, in het Nederlands door Monic Hendrickx), Papa Bear (ingesproken door Ray Winstone, in het Nederlands door Frank Lammers) en Baby Bear (ingesproken door Samson Kayo, in het Nederlands door André Dongelmans). Goldilocks en de drie beren zijn op jacht naar de Gelaarsde Kat voor de wens van Goldilocks.
Een andere versie van de drie beren verschenen eerder in de eerste Shrek film, ze werden verkocht aan Lord Farquaad.

#### Het Gewetensbeestje
Het gewetensbeestje (ingesproken door Kevin McCann, in het Nederlands door Niels van der Laan) is een klein groen insect en het geweten van onder andere "Big" Jack Horner.

#### Mama Luna
Mama Luna (ingesproken door Da'Vine Joy Rudolph, in het Nederlands door Joanne Telesford) is een kattenvrouw die vele katten bezit.

## Schurken

### Lord Farquaad
Lord Farquaad (ingesproken door John Lithgow, in het Nederlands door Arnold Gelderman) is de primaire antagonist uit de eerste film. Farquaad is de koning van het koninkrijk waar Shreks moeras in ligt. Hij is klein van stuk, heeft een kort lontje, en heeft een gruwelijke hekel aan sprookjesfiguren. Hij streeft naar perfectie in zijn koninkrijk. Daarom laat hij alle sprookjesfiguren verbannen naar het moeras van Shrek. Om zelf de perfecte koning te kunnen zijn wil hij in het huwelijk treden met Fiona. Hij heeft echter niet de moed om haar zelf te gaan redden van de draak, dus stuurt hij Shrek om dit voor hem te doen.
Wanneer Farquaad erachter komt dat Fiona 's nachts een oger wordt, hoeft hij haar niet meer en wil haar weer op laten sluiten in de toren. Hij wordt echter verslonden door draak voordat hij iets kan ondernemen.
Hij wordt nadien in de films alleen nog gezien in een flashback in de derde film. In de attractie Shrek 4-D en de hierop gebaseerde strips keert hij echter terug als spook, en wil hij Fiona doden zodat ze zijn spookkoningin kan worden.

### Fairy Godmother
De Fairy Godmother (ingesproken door Jennifer Saunders, in het Nederlands door Simone Kleinsma en Marjolijn Touw) is de primaire antagonist van de tweede film. Ze is een kwaadaardige versie van de stereotiepe goede fee uit veel sprookjes. Haar echte naam is Dama Fortuna.
Binnen Far Far Away is ze een grote beroemdheid. Ze runt een eigen toverdranktoko en veel mensen komen met hun problemen naar haar toe. Zo ook Koning Harold, die graag een mens wilde worden om bij Lillian te kunnen zijn. Wanneer Fiona vervloekt blijkt te zijn, geeft Fairy Godmother hen het advies om haar in een toren op te sluiten zodat haar ware liefde haar kan komen redden en haar de kus kan geven die de vloek zal verbreken. In werkelijkheid hoopt ze zo Fiona en haar zoon, prins Charming, bij elkaar te brengen. Harold is op de hoogte van het plan, maar moet wel meewerken daar hij bij haar in het krijt staat.
Wanneer ze ontdekt dat Shrek met Fiona is getrouwd, spant ze samen met haar zoon en Harold om Shrek te doden en Fiona en Charming alsnog bij elkaar te krijgen. Wanneer Shrek een Happily Ever After-drankje steelt (dat de drinker en diens ware liefde mooiere gedaantes geeft), doet ze hier haar voordeel mee door Fiona te laten denken dat Charming de nieuwe Shrek is. Tevens dwingt ze Harold om Fiona een drankje te geven dat Fiona verliefd moet laten worden op Charming. In de climax van de film is ze aanwezig als zangeres op het bal waar Charming Fiona de kus zal geven die hen verliefd moet laten worden. Shrek en co verstoren het feest echter op tijd. In het gevecht dat volgt wordt Fairy Godmother getroffen door haar eigen toverstaf en spat in zeepbellen uiteen.
In de derde film draagt Charming de hele tijd een foto van haar bij zich.

### Prins Charming
Charming (ingesproken door Rupert Everett, in het Nederlands door Tony Neef en Louis van Beek) is de tweede antagonist uit de tweede film, en de primaire antagonist uit de derde film. Hij is de zoon van Fairy Godmother. Hij is een parodie op de knappe sprookjesprins die in veel sprookjes een rol speelt; Charming heeft namelijk weliswaar een knap uiterlijk, maar is qua persoonlijkheid ijdel, arrogant en in de derde film zelfs kwaadaardig.
Hij maakt zijn debuut in de tweede film, waarin hij arriveert in het kasteel waar Fiona tijdens de eerste film nog gevangen zat, maar daar ontdekt dat iemand hem voor is geweest. Later spant hij samen met zijn moeder en Harold om toch nog met Fiona te kunnen trouwen. Hij laat haar denken dat hij Shrek is, maar zij weet diep van binnen dat hij haar bedriegt en gaat daarom niet in op zijn aanzoeken. Aan het eind van de film, wanneer het bedrog is ontdekt en Shrek en Fiona weer samen zijn, blijkt dat Doris interesse in hem heeft.
In de derde film verzameld Charming een groot leger van schurken om de troon van Far Far Away met geweld over te nemen. Tevens maakt hij plannen om Shrek te doden voor het oog van alle inwoners, als onderdeel van een toneelspel. Charmings plan mislukt wanneer Artie zijn leger kan overtuigen dat ze niet slecht hoeven te zijn. Charming zelf komt om het leven wanneer Draak een toren op hem gooit.

### Repelsteeltje
Repelsteeltje (ingesproken door Walt Dohrn en Conrad Vernon, in het Nederlands door Paul Groot en Bas Keijzer) is de primaire antagonist uit de vierde film. Hij is net als in het sprookje waarop hij is gebaseerd een kabouter die aanbiedt mensen te helpen in ruil voor iets kostbaars. Hij is echter niet altijd even betrouwbaar daar hij de deals vaak een draai geeft die vooral hem goed uitkomt.
In de vierde film blijkt dat Fiona's ouders op het punt stonden een deal met hem te maken om al hun problemen op te lossen, toen het nieuws over Fiona's redding door Shrek hen bereikte en ze de deal afbliezen. Wanneer Repelsteeltje Shrek ziet en hoort dat Shrek naar zijn oude leventje verlangt, biedt hij hem aan om weer een dag te kunnen leven zoals vroeger in ruil voor een dag van Shreks jeugd. Shrek stemt toe, maar door de deal kan Repelsteeltje zorgen dat Shreks avonturen nooit hebben plaatsgevonden. Hierdoor ontstaat een nieuwe tijdlijn waarin Shrek Fiona niet heeft gered, de deal tussen repelsteeltje en Fiona's ouders dus gewoon doorging, en Repelsteeltje als gevolg daarvan koning van Far Far Away kon worden. Hij heeft als tiran over Far Far Away en laat alle ogers oppakken.
Nadat Shrek en Fiona erin slagen de tijdlijn te herstellen naar hoe hij hoort te zijn, wordt Repelsteeltje opgesloten. Daarmee is hij de enige primaire schurk in de filmreeks die niet om het leven komt.

### De Gelaarsde Kat Schurken

#### Jack & Jill
Jack en Jill (ingesproken door Billy Bob Thronton en Amy Sedaris, in het Nederlands door Jeroen van der Boom en Karin Bloemen) zijn de twee beruchte rovers die meespelen in de film De gelaarsde kat. De twee zijn getrouwd.

#### "Big" Jack Horner
"Big" Jack Horner (ingesproken door John Mulaney, in het Nederlands door Jeroen Woe) is een verzamelaar van allerlei magische voorwerpen. Jack Horner zit achter de Gelaarsde Kat met kaart voor zijn wens aan. Via de wens wil hij de machtigste magiër ter wereld worden.

#### Wolf
Wolf (ingesproken door Wagner Moura, in het Nederlands door Loek Peters) is een premiejager die zichzelf ook wel als de belichaming van de dood zelf ziet. Met zijn twee sikkels wil hij de Gelaarsde Kat op een enge manier zijn laatste leven ontnemen.

### Overige schurken
- Theloniouis (ingesproken door Christopher Knights, in het Nederlands door Stan Limburg): Een van de dienaren van Lord Farquaad. Hij is mogelijk Farquaads beul daar hij een zwart masker draagt. Hij is niet bijster intelligent.
- Robin Hood (ingesproken door Vincent Cassel, in het Nederlands door Jon van Eerd): een Franssprekende versie van de Robin Hood uit de legende. Hij verschijnt in de eerste film met zijn bende vrijbuiters om Fiona te redden van Shrek, daar hij denkt dat ze door hem gevangen is. Fiona is niet van hem gecharmeerd en verslaat hem en zijn mannen eigenhandig.
- Kapitein Haak (ingesproken door Ian McShane, in het Nederlands door Kees van Lier): een van Charmings handlangers in de derde film. Hij is pianist in een kroeg gerund door Doris.
- Cycloop (ingesproken door Mark Valley, in het Nederlands door Huub Dikstaal): Een uitsmijter in de bar van Doris. Hij is ook een helper van Charming in de derde film
- Mabel (ingesproken door Regis Philbin, in het Nederlands door Gerard Joling en Ewout Eggink): de andere kwaadaardige stiefzus van Assepoester. In tegenstelling tot Doris werkt zij wel mee met Prins Charming. Tot ze haar ruzie met Doris bijlegt aan het einde van de derde film. Ze heeft een oogje op Charming.
- Sir Lancelot (ingesproken door John Krasinski, in het Nederlands door Mark Omvlee): een klasgenoot van Artie. Hij is een pestkop die met name Artie vaak plaagt.
- De Slechte Koningin (ingesproken door Susan Blakeslee, in het Nederlands door Marjolijn Touw): De koningin uit het sprookje van Sneeuwwitje. Charming refereert altijd naar haar als een heks. Ze komt voor in het derde deel en helpt Charming. Dit doet ze uit wraak omdat de goede kant altijd wint en zij niet.
- De Hoofdloze Ruiter (ingesproken door Conrad Vernon, in het Nederlands door Wim van Rooij): Een goede vriend van kapitein haak en een van Charmings handlangers.
- Stromboli de Poppenmeester (ingesproken door Chris Miller, in het Nederlands door Finn Poncin): blijkbaar een vorige eigenaar van Pinokkio. Hij is een van Charmings handlangers
- De Kwaadaardige Bomen (ingesproken door Christopher Knights en Andrew Birch, in het Nederlands door Stan Limburg): Twee wandelende bomen die Charming helpen in de derde film.
- Fifi (ingesproken door Frank Welker): de huisdiergans van Repelsteeltje. Ze is ook zijn bodyguard.
- Heksen (onder andere ingesproken door Lake Bell, Kathy Griffin, Mary Kay Place en Kristen Schaal, in het Nederlands onder andere door Susan Smit, Dieter Jansen, Donna Vrijhof en Marjolein Algera): de assistenten van Repelsteeltje.
- De rattenvanger van Hamelen (geluidopnames van Jeremy Steig): een handlanger van Repelsteeltje in de vierde film. Hij vangt voor hem Ogers met zijn magische muziek, op dezelfde manier als dat hij in het sprookje ratten mee kan lokken.
- Raoul (ingesproken door Conrad Vernon, in het Nederlands door Ewout Eggink): is een schurk die de Gelaarsde Kat informatie geeft over de bonenstaak.
- Raponsje (ingesproken door Maya Rudolph in het Nederlands door Lottie Hellingman): Een verrader binnen de groep. Ze zorgt dat Fiona en de anderen in een val van Charming lopen daar ze graag zelf met Charming wil trouwen. Ze heeft net als het sprookjesfiguur waarop ze gebaseerd is lang haar, maar dit blijkt in de climax van de derde film slechts een pruik te zijn. In werkelijkheid is ze kaal.

## Overig personages
- Magische spiegel (ingesproken door Chris Miller, in het Nederlands door Bram Bart en Huub Dikstaal): de toverspiegel uit het sprookje Sneeuwwitje. De Magische Spiegel geeft Lord Farquaad de introductie van prinses Fiona. In alle films werkt de spiegel als een soort televisiescherm.
- Jero the Muffin Man (ingesproken door Conrad Vernon, in het Nederlands door Huub Dikstaal en Pim Koopman): de schepper van de peperkoekman en in de tweede film van Mongo.
- Guinevere (ingesproken door Latifa Ouaiu): de liefdesinteresse van Arthur
- Imelda (ingesproken door Constance Marie, in het Nederlands door Tanja Jess): de adoptiemoeder van de Gelaarsde Kat. Ze is heeft de leiding in het weeshuis van San Ricardo.
- De Gouden Gans en Het Grote Terreur: Een babygans, en zijn moeder. De babygans en de moeders gouden eieren worden gestolen door de Gelaarsde Kat en Humpty Dumpty. Hierdoor zit de moeder, een reuzengans, achter de Gelaarsde Kat en Humpty Dumpty aan.
- Sugar (ingesproken door Kristen Schaal, in het Nederlands door Marjolein Algera): een fictief heel zoet gebakken vriendinnetje voor het Peperkoekmannetje. Ze werd bedacht voor een horror verhaal van het Peperkoekmannetje, waarin meerdere horror versies van Sugar achter Peper aanzitten.
- Hans en Grietje: zijn aanwezig op het bal in Shrek 2.
- Geppetto (ingesproken door Chris Miller en Sean Bishop, in het Nederlands door Frans Limburg en Reinder van der Naalt): is de vader en maker van Pinokkio. Geppetto verkocht Pinokkio aan Lord Farquaad.
- De Zeven Dwergen (ingesproken door Sean Bishop, in het Nederlands ingesproken door Huub Dikstaal, Olaf Wijnants, Leo Richardson en Frans Limburg): zijn meerdere keren te zien in verschillende Shrek projecten.
- De Kleine Zeemmeermin: wordt door Fiona terug de zee ingegooid in Shrek 2.
- Peter Pan (ingesproken door Michael Galasso, in het Nederlands door Olaf Wijnants): verkoopt Tinkerbel aan Lord Farquaad in de eerste Shrek film.
- Tinkerbel (in het Nederlands ingesproken door Pip Pellens): wordt door Peter Pan verkocht aan Lord Farquaad. Verschijnt later in andere Shrek projecten.